# Myszka Miki: Frajdomek
Myszka Miki: Frajdomek (ang. Mickey Mouse Funhouse, 2021–2025) – amerykański serial animowany stworzony przez Phila Weinsteina i Thomasa Harta oraz wyprodukowany przez Disney Television Animation.
Premiera serialu odbyła się w Stanach Zjednoczonych 16 lipca 2021 jako odcinek specjalny, natomiast regularna emisja ruszyła miesiąc później, 20 sierpnia na amerykańskim Disney Junior. w Polsce serial zadebiutował 15 listopada 2021 na antenie polskiego Disney Junior.

## Opis fabuły
Serial opowiada o nowych perypetiach Myszki Miki oraz jego przyjaciół – Myszki Minnie, Kaczora Donalda, Kaczki Daisy, Goofy’ego oraz psa Pluto. Przyjaciele poznają energicznego Frajdka – zaczarowany gadający domek zabaw, który każdego dnia zapewnia Mikiemu i reszcie niesamowite przygody i świetną rozrywkę.

## Obsada
- Bret Iwan – Myszka Miki
- Kaitlyn Robrock – Myszka Minnie
- Tony Anselmo – Kaczor Donald
- Tress MacNeille –
  - Kaczka Daisy,
  - Chip
- Bill Farmer –
  - Goofy,
  - Pluto,
  - Horacy
- Harvey Guillén – Frajdek
- Jim Cummings – Pete
- Corey Burton –
  - Ludwig Von Drake,
  - Dale
- April Winchell – Klarabella

## Spis odcinków

### Odcinek specjalny
| Nr | Tytuł             | Tytuł polski | Premiera      | Premiera w Polsce |
| -- | ----------------- | ------------ | ------------- | ----------------- |
| S1 | Mickey the Brave! | Dzielny Miki | 16 lipca 2021 | 15 listopada 2021 |

### Seria 1 (od 2021)
| Nr | Tytuł                                             | Tytuł polski                                 | Premiera             | Premiera w Polsce |
| -- | ------------------------------------------------- | -------------------------------------------- | -------------------- | ----------------- |
| 1  | Homesick / Goldfish Goofy!                        | Piknik / Złotko                              | 20 sierpnia 2021     | 16 listopada 2021 |
| 2  | Spaced Out! / Treasure, Ahoy!                     | W kosmosie / Ahoj, skarby!                   | 20 sierpnia 2021     | 17 listopada 2021 |
| 3  | Is There a Plumber in the House?! / A Fish Tale   | Czy w domku jest hydraulik? / Rybia opowieść | 27 sierpnia 2021     | 18 listopada 2021 |
| 4  | Minnie Goes Ape! / Dino Doggies                   | Zaczarowany las / Dino pieski                | 3 września 2021      | 19 listopada 2021 |
| 5  | Troll Trouble! / The Sunny Gulch Games            | --- / ---                                    | 24 września 2021     | nieemitowany      |
| 6  | Minnie’s Big Delivery / The Wandrin' Warbler      | --- / ---                                    | 15 października 2021 | nieemitowany      |
| 7  | Mickey and the Cornstalk! / King Mickey           | --- / ---                                    | 19 listopada 2021    | nieemitowany      |
| 8  | Bottled Up! / Minnie’s Fairy Tale!                | --- / ---                                    | 3 grudnia 2021       | nieemitowany      |
| 9  | Daisy & Goofy Clean-Up! / Crayon World!           | --- / ---                                    | 14 stycznia 2022     | nieemitowany      |
| 10 | The Summer Snow Day / Sunny the Snowman!          | --- / ---                                    | 25 lutego 2022       | nieemitowany      |
| 11 | Maybe I’m A Maze / Land of the Lost… Socks        | --- / ---                                    | 11 marca 2022        | nieemitowany      |
| 12 | Crystal Clear Waters / The Big Funhouse Sleepover | --- / ---                                    | 25 marca 2022        | nieemitowany      |